# Перальта, Аманда
Аманда Беатрис Перальта (исп. Amanda Beatriz Peralta; 22 ноября 1939, Сан-Карлос-де-Боливар — 2 января 2009, Гётеборг), также известная как ла Негра (исп. la Negra), — аргентинская партизанка, впоследствии занимавшаяся научной деятельностью в Швеции. Она была одним из основателей Перонистских вооружённых сил (исп. Fuerzas Armadas Peronistas, FAP), которые боролись против военной диктатуры в Аргентине. После побега из тюрьмы она прибыла в Швецию в 1977 году, где продолжала поддерживать своё дело. Перальта изучала политическую историю в Гётеборгском университете, занимаясь исследованиями постколониальной политики.

## Биография
Аманда Перальта родилась 22 ноября 1939 года в аргентинском городе Сан-Карлос-де-Боливар в семье зажиточных фермеров. Она начала свою бурную политическую деятельность, когда ещё училась в старших классах школы. Будучи студенткой Национального университета Ла-Планта, где с 1925 года изучала литературу, она боролась за социальные реформы в качестве члена университетской Федерации студентов (исп. Federación de Estudiantes). Перальта была одним из основателей партизанской организации Перонистские вооружённые силы, и среди акций, в которых она участвовала, было нападение на банк в городе Льявальоль, в котором был убит полицейский. В 1968 году Перальта в числе 14 партизан организовала лагерь под названием «Эль Плумерильо» в городе Тако-Рало (провинция Тукуман) для проведения военной подготовки. 19 сентября того же года она была схвачена среди прочих членов группы, арестована и осуждена, её адвокату удалось тайно пронести ей пистолет, который она использовала при побеге 26 июня 1971 года. В 1976 году, после военного переворота, в результате которого была свергнута президент Исабель Мартинес де Перон, Перальта начала яростно бороться против военной диктатуры. В 1977 году Перальта вместе с семьёй бежала в Швецию.
В Швеции она продолжала вести кампанию против политического угнетения и изучала интеллектуальную историю в Гётеборгском университете. Её идеи и публикации касались исследований политических процессов в постколониальных странах. Она продолжала публиковать научные статьи до самого конца своей жизни.
Аманда Перальта умерла 2 января 2009 года в Гётеборге